# العلاقات السعودية البلجيكية
العلاقات السعودية البلجيكية هي العلاقات الثنائية التي تجمع بين السعودية وبلجيكا.

## مقارنة بين البلدين
هذه مقارنة عامة ومرجعية للدولتين:
| وجه المقارنة                                              | السعودية      | بلجيكا                                                                              |
| --------------------------------------------------------- | ------------- | ----------------------------------------------------------------------------------- |
| المساحة (كم2)                                             | 2.25 مليون    | 30.53 ألف                                                                           |
| عدد السكان (نسمة)                                         | 33.00 مليون   | 11.37 مليون                                                                         |
| الكثافة السكانية (ن./كم²)                                 | 14.67         | 372.42                                                                              |
| العاصمة                                                   | الرياض        | بروكسل                                                                              |
| اللغة الرسمية                                             | اللغة العربية | اللغة الهولندية، لغة فرنسية، اللغة الألمانية                                        |
| العملة                                                    | ريال سعودي    | يورو، فرنك بلجيكي                                                                   |
| الناتج المحلي الإجمالي (بليون دولار)                      | 683.83 مليار  | 492.68 مليار                                                                        |
| الناتج المحلي الإجمالي (تعادل القوة الشرائية) بليون دولار | 1.69 تريليون  | 514.74 مليار                                                                        |
| الناتج المحلي الإجمالي الاسمي للفرد دولار أمريكي          | 20.48 ألف     | 40.32 ألف                                                                           |
| الناتج المحلي الإجمالي للفرد دولار أمريكي                 | 52.01 ألف     | 43.44 ألف                                                                           |
| مؤشر التنمية البشرية                                      | 0.837         | 0.890                                                                               |
| رمز المكالمات الدولي                                      | +966          | +32                                                                                 |
| رمز الإنترنت                                              | .sa           | .be                                                                                 |
| المنطقة الزمنية                                           | ت ع م+03:00   | توقيت وسط أوروبا، ت ع م+01:00، ت ع م+02:00، توقيت وسط أوروبا الصيفي، أوروبا/بروكسل ‏ |

## منظمات دولية مشتركة
يشترك البلدان في عضوية مجموعة من المنظمات الدولية، منها:
| علم المنظمة | اسم المنظمة                               | تاريخ انضمام السعودية | تاريخ انضمام بلجيكا |
| ----------- | ----------------------------------------- | --------------------- | ------------------- |
|             | الاتحاد البريدي العالمي                   | ?                     | ?                   |
|             | مؤسسة التنمية الدولية                     | 30 ديسمبر 1960        | 2 يوليو 1964        |
|             | منظمة حظر الأسلحة الكيميائية              | ?                     | ?                   |
|             | منظمة التجارة العالمية                    | 11 نوفمبر 2005        | ?                   |
|             | الأمم المتحدة                             | 24 أكتوبر 1945        | 27 ديسمبر 1945      |
|             | وكالة ضمان الاستثمار متعدد الأطراف        | 12 أبريل 1988         | 18 سبتمبر 1992      |
|             | منظمة الشرطة الجنائية الدولية             | 13 يونيو 1956         | ?                   |
|             | مؤسسة التمويل الدولية                     | 18 سبتمبر 1962        | 27 ديسمبر 1956      |
|             | المنظمة الهيدروغرافية الدولية             | 8 أبريل 2002          | ?                   |
|             | الاتحاد الدولي للاتصالات                  | 7 فبراير 1949         | 1866                |
|             | البنك الدولي للإنشاء والتعمير             | 26 أغسطس 1957         | 27 ديسمبر 1945      |
|             | البنك الإفريقي للتنمية                    | 4 أغسطس 1963          | ?                   |
|             | المركز الدولي لتسوية المنازعات الاستشارية | 7 يونيو 1980          | 26 سبتمبر 1970      |
|             | يونسكو                                    | 4 نوفمبر 1946         | 29 نوفمبر 1946      |

## وصلات خارجية
- موقع وزارة الخارجية السعودية
- موقع وزارة الخارجية البلجيكية